# Лыжные гонки на зимних Олимпийских играх 1980 — 50 км (мужчины)
Мужская лыжная гонка на 50 км на зимних Олимпийских играх 1980 года в Лейк-Плэсиде была проведена 23 февраля в лыжном комплексе у подножия горы Ван Ховенберг. Это была последняя дисциплина в программе лыжных гонок Олимпиады-1980, прошедшая за день до церемонии закрытия Игр.
На старт вышли 43 лыжника, из которых 37 сумели добраться до финиша. Спортсмены соревновались классическим стилем с раздельного старта. Примечательно, что ни один из лыжников, занявших первые 10 мест в 50-километровой гонке на Олимпийских играх 1976 года в Инсбруке, на старт в Лейк-Плэсиде не вышел (норвежец Пер Кнут Оланд, бывший 6-м на 50 км в Инсбруке, участвовал в Играх в Лейк-Плэсиде, но 50 км не бежал).
Среди фаворитов гонки были советские лыжники Николай Зимятов (выигравший в Лейк-Плэсиде к тому моменту 2 золота), Сергей Савельев (олимпийский чемпион 1976 года на дистанции 30 км бежал в Лейк-Плэсиде только 50-километровую гонку), Евгений Беляев (вице-чемпион мира 1978 года на этой дистанции уже выиграл золото в Лейк-Плэсиде в эстафете), 32-летний швед Свен-Оке Лундбек (чемпион мира 1978 года именно на дистанции 50 км), бронзовый призёр чемпионата мира 1978 года на дистанции 50 км француз Жан-Поль Пьерра.
Со старта лидерство достаточно неожиданно захватил 24-летний Александр Завьялов и удерживал его всю первую половину дистанции, хотя на отметке 25 км шедший вторым Зимятов проигрывал своему партнёру по команде менее 4 секунд. Третьим к середине дистанции шёл финн Аско Аутио, проигрывая советским лыжникам более минуты. Менее 5 секунд финну уступал Савельев. На отметке 42 км Зимятов уже уверенно лидировал, опережая Завьялова на 1,5 минуты, на третье же место с отставанием от Завьялова в 40 секунд поднялся финн Юха Мието, уже выигравший в Лейк-Плэсиде 2 медали, но никогда не считавшийся мастером марафонских дистанций. 4-м в 40 секундах за Мието был Савельев, Аутио же откатился на 7-е место. На финише Зимятов еще больше нарастил своё преимущество: ставший вторым Мието проиграл Николаю почти 3 минуты. Завьялов хоть и проиграл финну 31 секунду, сумел сохранить 3-е место, лишь на 1,5 секунды опередив норвежца Ларса Эрика Эриксена, мощно прошедшего последнюю часть дистанции (на последних 8 км Эриксен отыграл у Завьялова более 1,5 минут). Савельев показал 5-е время, Беляев — 6-е. Таким образом все 4 советских лыжника попали в 6-ку лучших. Чемпион мира 1978 года Лундбек занял в итоге 8-е место.
24-летний Зимятов стал первым в истории советским лыжником, выигравшим дистанцию 50 км на Олимпийских играх. Кроме того он стал первым лыжником-мужчиной, выигравшим 3 золота на одних Играх. Советские лыжники впервые заняли сразу 2 призовых места в олимпийской гонке на 50 км.

## Медалисты
| Золото               | Серебро             | Бронза                  |
| Николай Зимятов СССР | Юха Мието Финляндия | Александр Завьялов СССР |

## Результаты
| Место | Спортсмен                 | Время      |
| ----- | ------------------------- | ---------- |
| 1     | Николай Зимятов (URS)     | 2:27:24,60 |
| 2     | Юха Мието (FIN)           | +2:55,92   |
| 3     | Александр Завьялов (URS)  | +3:26,92   |
| 4     | Ларс Эрик Эриксен (NOR)   | +3:28,43   |
| 5     | Сергей Савельев (URS)     | +3:51,22   |
| 6     | Евгений Беляев (URS)      | +3:56,59   |
| 7     | Оддвар Бро (NOR)          | +4:22,23   |
| 8     | Свен-Оке Лундбек (SWE)    | +4:35,05   |
| 9     | Аско Аутио (FIN)          | +5:00,97   |
| 10    | Франц Ренггли (SUI)       | +6:02,96   |
| 11    | Матти Питкянен (FIN)      | +6:44,44   |
| 12    | Жан-Поль Пьерра (FRA)     | +6:48,47   |
| 13    | Билл Кох (USA)            | +7:07,02   |
| 14    | Хайнц Гелер (SUI)         | +7:46,60   |
| 15    | Андерс Баккен (NOR)       | +8:08,66   |
| 16    | Томас Эрикссон (SWE)      | +9:09,25   |
| 17    | Юзеф Лущек (POL)          | +9:13,45   |
| 18    | Пертти Теураярви (FIN)    | +9:19,48   |
| 19    | Джулио Капитанио (ITA)    | +9:36,80   |
| 20    | Джим Галанес (USA)        | +9:45,04   |
| 21    | Петер Ципфель (FRG)       | +9:45,14   |
| 22    | Дитер Ноц (FRG)           | +10:22,81  |
| 23    | Иржи Беран (TCH)          | +10:26,98  |
| 24    | Хьелль Якоб Соллье (NOR)  | +10:41,47  |
| 25    | Роберто Примус (ITA)      | +10:45,50  |
| 26    | Альф-Герд Деккерт (GDR)   | +10:48,93  |
| 27    | Франтишек Шимон (TCH)     | +12:28,43  |
| 28    | Франц Шёбель (FRG)        | +13:01,36  |
| 29    | Йозеф Шнайдер (FRG)       | +13:25,08  |
| 30    | Иржи Швуб (TCH)           | +13:29,34  |
| 31    | Мишель Тьерри (FRA)       | +14:13,66  |
| 32    | Джанфранко Польвара (ITA) | +14:26,98  |
| 33    | Стэн Данкли (USA)         | +14:55,60  |
| 34    | Эрик Густавссон (SWE)     | +16:15,33  |
| 35    | Поль Фаргейкс (FRA)       | +18:15,10  |
| 36    | Лувсандашийн Дорж (MGL)   | +20:58,37  |
| 37    | Сиро Сато (JPN)           | +21:08,42  |
| —     | Филипп Пуаро (FRA)        | DNF        |
| —     | Дуг Петерсон (USA)        | DNF        |
| —     | Маурилио Де Зольт (ITA)   | DNF        |
| —     | Стиг Ядер (SWE)           | DNF        |
| —     | Гауденц Амбюль (SUI)      | DNF        |
| —     | Конрад Халленбартер (SUI) | DNF        |

- DNF — не финишировал